# Hélène Denis
Pour les articles homonymes, voir Denis (patronyme).
Hélène Denis, née le 28 décembre 1902 à Bruxelles (date de décès inconnue), est une bibliothécaire, designeuse typographe et professeure belge. Militante socialiste, elle est aussi très impliquée dans les luttes féministes au sein du Parti ouvrier belge. Elle milite notamment pour l’égalité entre les femmes et les hommes et l'obtention du droit de vote des femmes en Belgique. 

## Vie privée
Hélène Denis est née le 28 décembre 1902 à Bruxelles.  
Elle est la petite-fille d'Hector Denis (parlementaire socialiste, libre penseur et professeur à l’Université libre de Bruxelles) dont elle partage l'engagement
En 1926, elle épouse l’avocat, député socialiste et futur ministre Georges Bohy où elle est une des premières étudiantes en typographie. Elle utilise ses connaissances et le matériel d l'école pour imprimer des pamphlets féministes,.

## Formation
En 1912, elle s'inscrit à la toute nouvelle École ouvrière supérieure (EOS) - dirigée alors par Henri de Man - qui vient d'ouvrir ses portes à Bruxelles. Elle y choisit l'option "Bibliothéque". 
Elle reprend des études en 1928, à l’Institut supérieur des arts décoratifs (La Cambre). Elle y est une des premières étudiantes en typographie et utilise ses connaissances et le matériel de l'école pour imprimer des pamphlets féministes,,. 

## Carrière professionnelle
Hélène Denis-Bohy est bibliothécaire à l'ULB, puis bibliothécaire adjointe à la Chambre des représentants. Plus tard, elle devient conférencière et professeure d'un cours relatif au féminisme à la Centrale d’éducation et à l’EOS. 

## Carrière politique et engagement féministe
En décembre 1934, lors d’un meeting organisé à Bruxelles par différents mouvements féministes, elle représente le syndicat socialiste des services publics. Elle y proteste contre les mesures de limitation du travail féminin. 
A force d’engagements et d’actions, Hélène Denis deviendra petit à petit une référence sur la question féministe en Belgique francophone. 
En février 1933, elle collabore avec Isabelle Blume à l’organisation du comité national féminin des Jeunes gardes socialistes (JGS), lors de la création de ce comité (JGSF).
Elle sera nommée, toujours avec Isabelle Blume, au comité national du Parti ouvrier belge (chaque fédération régionale doit y déléguer une femme). 
En 1935, elle devient membre du comité national exécutif et secrétaire de la Fédération nationale des JGSF. Avec Berthe Labille et Fernande Coulon, Hélène Denis y assure l'organisation des cours qui concernent le «Plan pour les groupements féminins et Femmes socialistes» entre décembre 1933 et mars 1935. 

## Carrière artistique
Hélène Denis-Brohy réalise la typographie de plusieurs livres de Henry van de Velde, parmi lesquels Vie et mort de la colonne. Elle échange avec lui une correspondance de plusieurs dizaines d'années, qui est conservée au Fonds Daled.
En 2024-2025, le Design Museum Brussels présente son travail dans l'exposition Untold stories - Designers femmes en Belgique 1880-1980  et, notamment un pamphlet imprimé dans les années 1930 dans la police de caractères moderniste Futura

## Publications
Hélène Denis et Isabelle Blume vont rédiger ensemble un programme d’action pour les JGSF concernant la lutte pour l’égalité des hommes et des femmes et le suffrage universel. Ce programme sera transmis à toutes les sections féminines du POB.  
En 1932, elle publie avec Yvonne de Man et Berthe Labille, « Le Catéchisme de la femme ». Une brochure qui propose un programme au POB pour mettre en place l’égalité homme-femme et demande l’établissement du suffrage universel sans exception. 
En 1935, elle participe à la fondation du «Bulletin des dirigeantes», dont elle deviendra la directrice.
En 1934, avec l’avocat Georges Bohy, elle publie « Le Catéchisme du Plan du Travail ». 
Hélène Denis-Bohy commence un livre sur la typographie de Henry van de Velde mais ne l'a apparemment pas terminé. Le projet se trouve dans le Fonds Daled. 